# Logis de Rochebertier
Le logis de Rochebertier est situé sur la commune de Moulins-sur-Tardoire, en Charente, à une vingtaine de kilomètres à l'est d'Angoulême. Il borde la Tardoire sur sa rive droite.

## Historique
La première mention de Rochebertier remonte à 1276, date d'un aveu de Robert V de Montbron à Philippe le Hardi : « refigium seu reparium de Rochanbertia et de Ranconia ». On lit par ailleurs « fortaliciam de Rupesbertini ». D'autres aveux mentionnent Rochebertier au XIVe siècle.
Au Moyen Âge, cette partie de la vallée de la Tardoire entre Montbron et La Rochefoucauld souvent surplombée par des falaises calcaires se couvre de forteresses et tours de guet, situées au-dessus d'une grotte-refuge : Rancogne avec Cressiec, Montgaudier, la Chaise, Vilhonneur, la Mirande, l'Age Baston.
La forteresse de Rochebertier est initialement construite sur la rive gauche de la Tardoire, au pied ou en haut du rocher. Aucun texte ne mentionne le nom de son seigneur d'origine, Bertier, Bertian ou Bertin.
En 1363, Robert de Matha, tuteur du jeune seigneur Jacques de Montbron, rend hommage au Prince Noir, roi d'Angleterre et duc d'Aquitaine, qui tient sa cour entre Angoulême et Bordeaux : « […] item la forteresse de Rochebertier […] ».
À la Renaissance, les Renouard sont seigneurs du lieu. Jean Renouard, écuyer, est en 1520 seigneur de Pranzac et de Rochebertier. Les Renouard rebâtissent un nouveau château sur la rive droite, afin de l'ouvrir davantage à la lumière. Ils fortifient cependant le lieu par des murs épais et des tours percées de meurtrières. 
Aux XVIIe siècle, le domaine passe successivement par alliances aux Lériget, de Chièvres, Pasquet, familles protestantes. En 1700, Louis de Pasquet épouse Anne de Bernon, famille notable de La Rochelle qui se livre au commerce triangulaire, et de ce mariage naissent deux enfants dont une fille Jeanne, qui épouse Louis Corgnol (famille d'Anais). Bien que le fils unique de Louis de Corgnol émigre à la Révolution, la famille de Corgnol possède Rochebertier jusqu'à la fin du XIXe siècle où le logis est vendu.
Au XIXe siècle, au moment de la découverte de la grotte du Placard, des vestiges de constructions anciennes, aujourd'hui disparus, sont encore signalés au sommet de la falaise sur la rive droite de la Tardoire.
Le 26 mai 1986, le logis est inscrit monument historique.

## Architecture
Le logis est composé de deux bâtiments disposés en L faisant face à l'ouest, à l'intersection desquels se trouve une tour ronde à l'intérieur, bâtie hors-œuvre. Deux autres tours rondes entourent le bâtiment principal, sur sa façade principale qui donne à l'est. Une tour carrée, qui n'est peut-être pas d'époque, borde l'aile en retour au sud-ouest.
La tour centrale contient un escalier à vis. Des traces de fortifications sont visibles, comme une bretèche à l'entrée, des meurtrières dans les tours et un trace d'échauguette. La porte d'entrée de la tour centrale comporte un linteau style Renaissance avec des armoiries. Le bâtiment en retour d'équerre était fortifié, et un ancien chemin de ronde est visible à l'étage sous la forme d'un étroit couloir.
L'ensemble des bâtiments est couvert en tuiles canal et tuiles plates pour les tours. Deux communs bordent le logis, au sud-ouest et au nord.
L'accès, privé, se fait par un chemin au nord avec un portail charentais.